# Hans Jordaens III

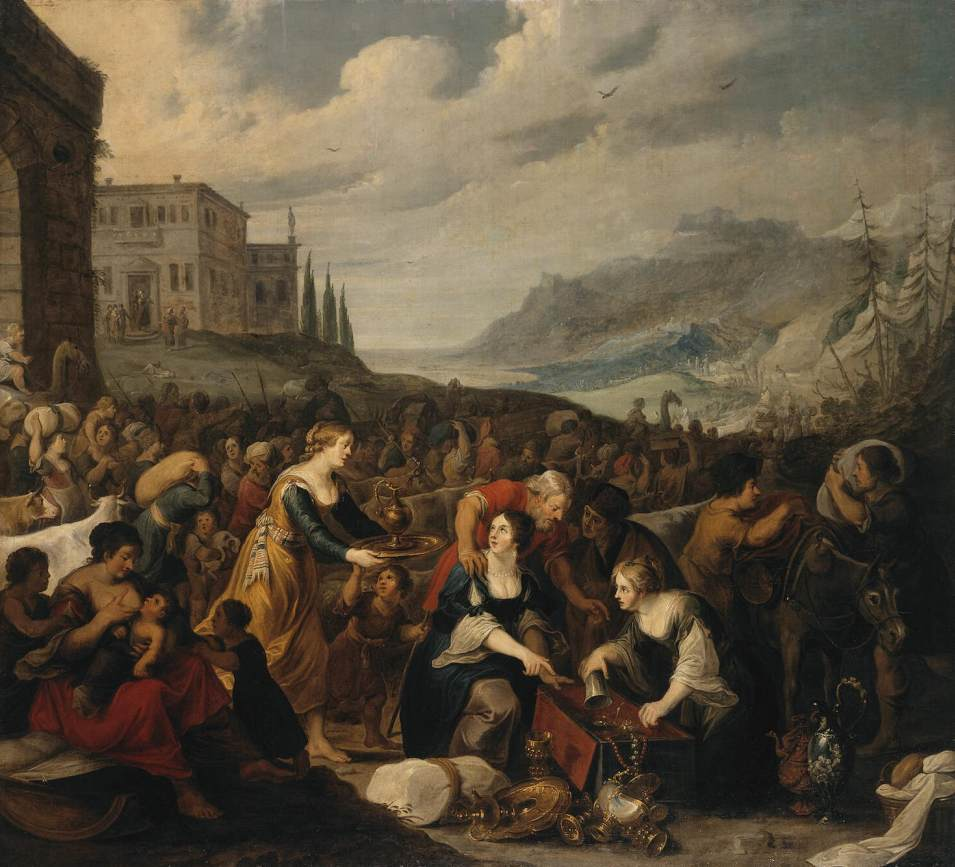
Gli Israeliti dopo l'attraversamento del Mar Rosso

Hans Jordaens III (Anversa, 1595 circa – Anversa, 15 agosto 1643) è stato un pittore e disegnatore fiammingo.

## Biografia

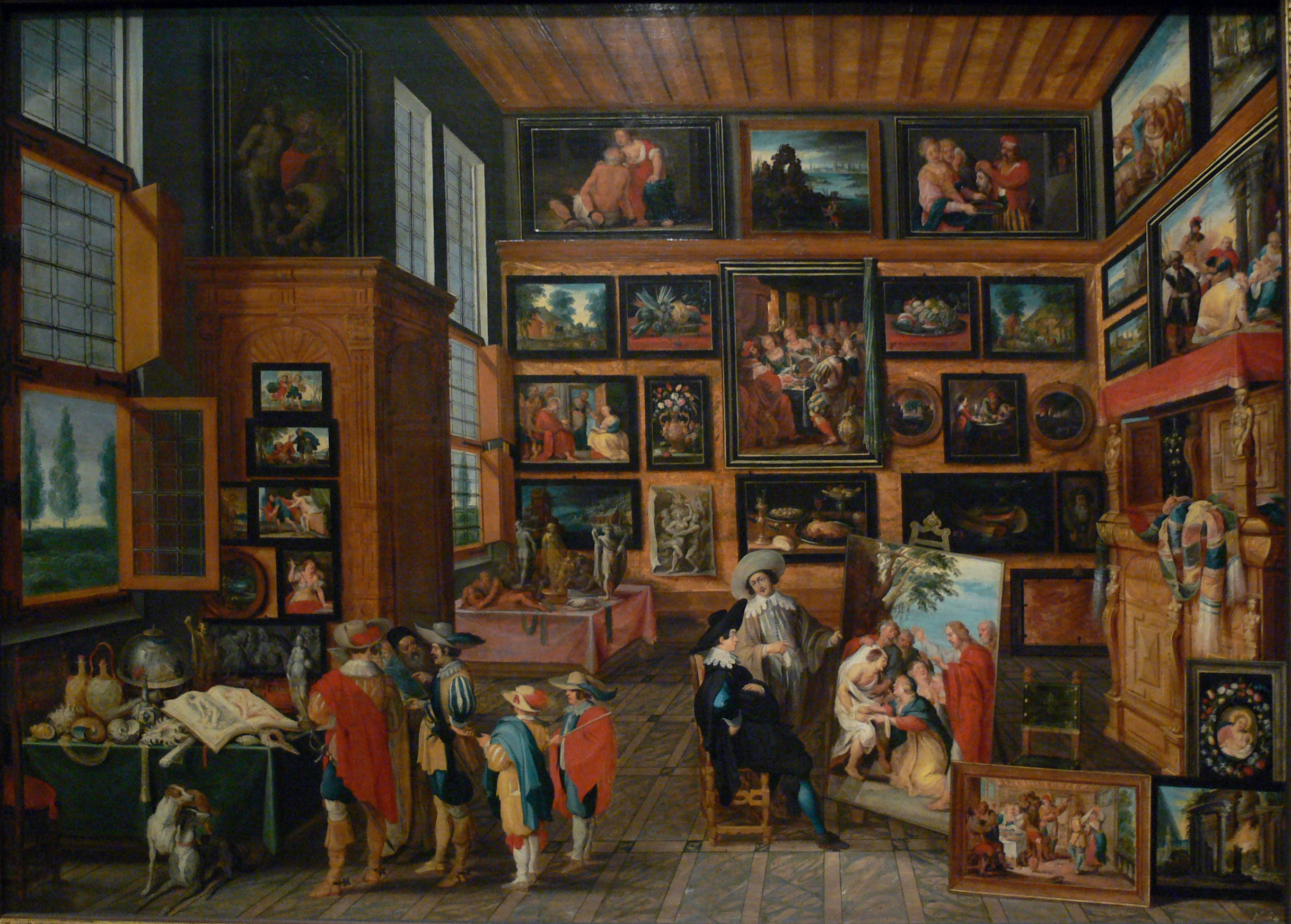
Collezione di dipinti e rarità (1630 circa)

Figlio di Hans Jordaens II, fu istruito da questi nell'arte della pittura.
Il 26 novembre 1617, sposò Maria van Dijck, da cui ebbe cinque figli.
Nello stesso anno iniziò la sua carriera artistica ad Anversa che proseguì fino al 1643. Nel 1620 entrò a far parte della Corporazione di San Luca della sua città natale.
Si dedicò soprattutto alla pittura di soggetti storici, d'interni, di animali e alla raffigurazione di collezioni d'arte nello stile di Frans Francken II.
Collaborò, inoltre, con Abraham Govaerts, inserendo le figure nei suoi paesaggi.
Restano pochi dipinti certamente attribuiti a Jordaens: solo pochi risultano infatti firmati.
A causa del buon tenore di vita dell'artista, viveva infatti in un'ampia abitazione nonostante la povertà della famiglia d'origine, si suppone abbia ottenuto un certo successo durante la sua carriera artistica.

## Opere
- Gli Israeliti dopo l'attraversamento del Mar Rosso, olio su tela, 138 x 149 cm, 1620, Museo dell'Ermitage, San Pietroburgo
- Sermone di San Giovanni Battista, olio su tavola, 73 x 95 cm, 1620, Museo dell'Ermitage, San Pietroburgo[4]
- Collezione di dipinti e rarità, olio su tavola, 86 × 120 cm, Firma verso: Hans Jordans. F., 1630 circa, Kunsthistorisches Museum, Vienna
- Paesaggio montano, olio su tela, 209 x 286 cm, 1620-1630, Kunsthistorisches Museum, Vienna, in collaborazione con Joost de Momper[5]
- Passaggio del Mar Rosso, olio su tavola, Curtius Museum, Liegi[6]
- L'età dell'oro, olio su tavola, 72,7 × 104,4 cm, in collaborazione con Frans Francken II, Abraham Govaerts, Ambrosius Francken II e Alexander Keirinckx